# Vaidotas Bacevičius
Vaidotas Bacevičius (* 16. September 1975 in Vilnius) ist ein litauischer Jurist und Politiker.

## Leben
Nach dem Abitur 1993 an der Mindaugas-Mittelschule Vilnius absolvierte Bacevičius 2000 das Diplomstudium der Rechtswissenschaften (Fachrichtung Verfassungsrecht) und 2003 das MBA-Masterstudium an der Fakultät für Wirtschaft der Vilniaus universitetas. Ab 1994 arbeitete er im System des litauischen Innenministeriums und als Beamte in der Seimas-Kanzlei. Von 2000 bis 2008 war er Mitglied der Obersten Wahlkommission Litauens. Ab 2004 lehrte er Verfassungsrecht an der Mykolo Romerio universitetas.
Von 2008 bis 2012 war er Mitglied im Seimas, ausgewählt in Kretinga mit  Tėvynės sąjunga - Lietuvos krikščionys demokratai.